# Solidariedade e Liberdade (Eslováquia)
Solidariedade e Liberdade (em eslovaco: Sloboda a Solidarita, SaS) é um partido político da Eslováquia.
O partido foi fundado em 2009, pelo economista Richard Sulík, que, desde então, tem liderado o SaS.
O SaS é um partido que se coloca no centro-direita, sendo um firme defensor do liberalismo económico e do conservadorismo fiscal. A nível social, o partido é claramente libertário, defendo a legalização do casamento gay e da marijuana, sendo o único partido que defende tal na Eslováquia. Além de mais, o partido é crítico da União Europeia.
O partido é membro da Aliança dos Reformistas e Conservadores Europeus.

## Resultados eleitorais

### Eleições legislativas
| Data | CI. | Votos   | %            | +/- | Deputados | +/- | Status   |
| ---- | --- | ------- | ------------ | --- | --------- | --- | -------- |
| 2010 | 3.º | 307 287 | 12,1 / 100,0 |     | 22 / 150  |     | Governo  |
| 2012 | 6.º | 150 266 | 5,9 / 100,0  | 6,2 | 11 / 150  | 11  | Oposição |
| 2016 | 2.º | 315 558 | 12,1 / 100,0 | 6,2 | 21 / 150  | 10  | Oposição |

### Eleições presidenciais
| Data | Candidato apoiado  | 1ª Volta | 1ª Volta | 1ª Volta     | 2ª Volta | 2ª Volta  | 2ª Volta     |
| Data | Candidato apoiado  | CI.      | Votos    | %            | CI.      | Votos     | %            |
| ---- | ------------------ | -------- | -------- | ------------ | -------- | --------- | ------------ |
| 2014 | Radoslav Procházka | 3.º      | 403 548  | 21,2 / 100,0 |          |           |              |
| 2019 | Zuzana Čaputová    | 1.º      | 870 415  | 40,6 / 100,0 | 1.º      | 1 056 582 | 58,4 / 100,0 |

### Eleições europeias
| Data | CI. | Votos  | %           | +/- | Deputados | +/-     |
| ---- | --- | ------ | ----------- | --- | --------- | ------- |
| 2009 | 7.º | 39 016 | 4,7 / 100,0 |     | 0 / 13    |         |
| 2014 | 6.º | 37 376 | 6,7 / 100,0 | 2,0 | 1 / 13    | 1       |
| 2019 | 5.º | 94 839 | 9,6 / 100,0 | 2,9 | 1 / 13    | Estável |